# Vilchura calderoni
Genre
Espèce
Vilchura calderoni, unique représentant du genre Vilchura, est une espèce d'araignées mygalomorphes de la famille des Euagridae.

## Distribution
Cette espèce est endémique de la région du Maule au Chili,. Elle se rencontre vers San Clemente.

## Description
Le mâle holotype mesure 4,41 mm et la femelle paratype 5,40 mm.

## Étymologie
Cette espèce est nommée en l'honneur de Raúl Calderón-González.

## Publication originale
- Ríos-Tamayo & Goloboff, 2017 : Vilchura calderoni, a new genus and species of Euagrinae (Araneae: Mygalomorphae: Dipluridae) from Chile. Arachnology, vol. 17, no 4, p. 183-187.